# Attulus penicilloides
Espèce
Synonymes
- Sitticus penicilloides Wesołowska, 1981

Attulus penicilloides est une espèce d'araignées aranéomorphes de la famille des Salticidae.

## Distribution
Cette espèce est endémique de Corée du Nord.

## Publication originale
- Wesołowska, 1981 : Salticidae (Aranei) from North Korea, China and Mongolia. Annales Zoologici, Warszawa, vol. 36, p. 45-83.